# Baltasar Patiño y Rosales
Baltasar Patiño y Rosales (Milán, c. 1666-París, 19 de octubre de 1733), I marqués de Castelar diplomático español y militar de familia gallega. Su hermano menor fue el ministro español José Patiño.
Fue educado con los jesuitas en Roma, tras lo cual trabajó en la administración española en Italia.
Durante la Guerra de Sucesión Española, el apoyo de Felipe V, cuya esposa Isabel de Farnesio le devuelve el favor mediante el apoyo a la carrera de Patiño. Gracias a esto fue antes mayordomo general de Aragón.
En los años 1721-1724 y 1725-1730 fue secretario de guerra española y el oficial del ejército general responsable. En 1724, año en que resisten Ripperda ministro llevó a su puesta en libertad provisional. Cuando Ripperda fue destituido (1725), Patiño regresó al gobierno. Patiño era partidario de un curso benigno hacia Gran Bretaña. Enviado a París en 1730, intentó sin éxito derrocar al ministro Fleury (el plan no era realista).
Fue enterrado en la iglesia de los Carmelitas de París. 